# 索菲亞斯拉維亞足球俱樂部
索菲亞斯拉維亞足球俱樂部是保加利亞的足球俱樂部，主場位於保加利亞首都索菲亞。球隊在歷史上七次獲得保加利亞甲級聯賽錦標，七次獲得保加利亞杯錦標。球隊也獲得過兩次巴爾幹杯的錦標。

## 外部連結
- Official website